# Atasi Lafai
Pas d'image ? Cliquez ici

a Compétitions nationales et continentales officielles uniquement.

b Matchs officiels uniquement.
Atasi Lafai, née le 24 juillet 1994 à Apia (Samoa), est une joueuse internationale australienne d'origine samoane de rugby à XV évoluant au poste de deuxième ligne. Elle joue aux Waratahs.

## Biographie
Atasi Lafai naît le 24 juillet 1994 à Apia aux Samoa.
En 2022, elle joue pour les Waratahs de Sydney. Elle compte six sélections en équipe d'Australie quand elle est retenue en septembre 2022 pour disputer la Coupe du monde en Nouvelle-Zélande.
Début 2025, elle se blesse gravement au genou : elle est forfait pour le Super Rugby 2025.
Son frère, Tim Lafai, est un joueur international samoan de rugby à XIII.

## Palmarès

### En franchise
- Vainqueur du Super Rugby Women's en 2024.

### En équipe nationale
- Vainqueur du WXV 2 en 2024.